# Missiricoro
Missiricoro é uma comuna rural do sul do Mali da circunscrição de Sicasso e região de Sicasso. Segundo censo de 1998, havia 3 402 residentes, enquanto segundo o de 2009, havia 2 007. A comuna inclui 9 vilas.